# Liste der Einträge im National Register of Historic Places im Eureka County
Diese Liste der Einträge im National Register of Historic Places im Eureka County enthält alle in Eureka County, Nevada in das National Register of Historic Places eingetragenen Gebäude, Bauwerke, Objekte, Stätten oder historischen Distrikte.
Diese Liste entspricht dem Bearbeitungsstand des National Park Service/National Register of Historic Places vom 25. Oktober 2024.

## Legende
| HD | National Historic District |

## Aktuelle Einträge
| [ 2 ] | Name                     | Bild           | Eintragsdatum                 | Lage                                                              | Ort    | Beschreibung |
| ----- | ------------------------ | -------------- | ----------------------------- | ----------------------------------------------------------------- | ------ | ------------ |
| 1     | Eureka Historic District | weitere Bilder | 13. Apr. 1973 ID-Nr. 73001078 | entlang der U.S. Route 50 in Nevada 39° 30′ 47″ N, 115° 57′ 53″ W | Eureka |              |